# Estádio de La Romareda
La Romareda é o estádio de futebol onde o Real Zaragoza joga como mandante. Pertence ao Conselho da Cidade de Zaragoza e foi inaugurado em 8 de setembro de 1957 com a partida Real Zaragoza 4 a 3 Osasuna. Sua capacidade oficial é de 34.596, tendo uma média de público de 28.000 espectadores em jogos do Real Zaragoza. Recebeu três jogos da primeira fase da Copa do Mundo de 1982.
Hospedou sete jogos, sendo seis da primeira fase dos Jogos Olímpicos de Verão de 1992 e mais um das quartas-de-final.

## Localização
O estádio está situado ao sul da cidade de Zaragoza, no bairro La Romareda do distrito Universidad. Limita-se a oeste pela praça Eduardo Ibarra, ao norte pela rua Luis Bermejo, a leste pela calçada Isabel La Catolica e ao sul pela rua Jerusalén.
Próximo ao estádio se encontra o Campus Plaza San Francisco da Universidade de Zaragoza, os hospitais universitários Miguel Servet de Zaragoza e Clínico Lozano Blesa, e o Auditório de Zaragoza.

## Principais Partidas

### Primeiro jogo
| Data          | Fase     | 1º clube      | Placar | 2º clube |
| ------------- | -------- | ------------- | ------ | -------- |
| 8 de setembro | Amistoso | Real Zaragoza | 4 – 3  | Osasuna  |

### Copa do Mundo de 1982
| Data        | Fase    | 1ª seleção | Placar | 2ª seleção       | Público |
| ----------- | ------- | ---------- | ------ | ---------------- | ------- |
| 17 de junho | Grupo E | Iugoslávia | 0 – 0  | Irlanda do Norte | 25,000  |
| 21 de junho | Grupo E | Honduras   | 1 – 1  | Irlanda do Norte | 15,000  |
| 24 de junho | Grupo E | Honduras   | 0 – 1  | Iugoslávia       | 25,000  |

### Futebol nos Jogos Olímpicos de Verão de 1992
| Data        | Fase             | 1ª seleção     | Placar                  | 2ª seleção | Público |
| ----------- | ---------------- | -------------- | ----------------------- | ---------- | ------- |
| 24 de julho | Grupo A          | Polônia        | 2 – 0                   | Kuwait     | 2,000   |
| 26 de julho | Grupo D          | Dinamarca      | 1 – 1                   | México     | 8,000   |
| 27 de julho | Grupo A          | Estados Unidos | 3 – 1                   | Kuwait     | 4,500   |
| 28 de julho | Grupo D          | Dinamarca      | 0 – 0                   | Gana       | 5,000   |
| 29 de julho | Grupo A          | Estados Unidos | 2 – 2                   | Polônia    | 3,000   |
| 30 de julho | Grupo D          | Dinamarca      | 0 – 3                   | Austrália  | 3,000   |
| 2 de agosto | Quartas-de-Final | Gana           | 2 – 2 2 – 0 Prorrogação | Paraguai   | 5,000   |